# Clifford (Indiana)
Clifford è un comune degli Stati Uniti d'America, situato nello Stato dell'Indiana, nella contea di Bartholomew.